# Sergio Maccagnan
Sergio Maccagnan (30 settembre 1938 – Laives, 26 novembre 2014) è stato un direttore di coro italiano, fondatore del Coro Monti Pallidi.

## Biografia
Nato in Francia, arrivò in Alto Adige molto giovane, studiando canto al conservatorio di Bolzano e lavorando come insegnante, dapprima a Bolzano, poi a Laives.
Da alcuni suoi corsi di canto corale tenuti in Bassa Atesina nel 1966 nacque la Corale Claudio Monteverdi; la componente maschile di quella corale diede poi vita, un anno dopo, al Coro Monti Pallidi, che Maccagnan diresse dalla nascita al 2004, quando lasciò la direzione al figlio Paolo. Negli anni di sua direzione, il coro vinse diversi concorsi nazionali e regionali, tra cui il concorso nazionale di Vittorio Veneto (1970), il concorso nazionale di Mossale di Parma (1971) e il concorso nazionale di Mariano Comense (1972).
Nel 1981 Maccagnan fondò il coro a voci miste Schola Cantorum, che rimase attivo fino al 2005, per poi essere ricostituito nel 2017.
Dal 2003 al 2007 diresse anche il coro lirico Corale Cittadina Giuseppe Verdi di Bolzano, che assunse questo nome con il suo arrivo (in precedenza si chiamava Coro Lirico Gretry), e che dal 2007 si chiama Coro Lirico Giuseppe Verdi Bolzano.
Maccagnan fu assessore alla cultura del comune di Laives dal 1985 al 1995.